# سيلاس لي
سيلاس لي (بالإنجليزية: Silas Lee)‏ هو محامي وسياسي أمريكي، ولد في 3 يوليو 1760 في كونكورد في الولايات المتحدة، وتوفي في 1 مارس 1814 في الولايات المتحدة. حزبياً، نشط في الحزب الفيدرالي الأمريكي. وقد انتخب عضو مجلس نواب ماساتشوستس وانتخب عضو مجلس النواب الأمريكي.